# Carl Thomas (baloncestista)
Charles Edward Thomas (Dayton, Ohio, 3 de octubre de 1969) es un exjugador y exentrenador de baloncesto estadounidense que disputó tres temporadas en la NBA, transcurriendo el resto de su carrera en ligas menores de su país, y en diferentes equipos de Europa y Centroamérica. Con 1,93 metros de estatura, jugaba en la posición de escolta. Es el hermano gemelo del también jugador de baloncesto Charles Thomas. Actualmewnte es el entrenador de la Universidad Cleary.

## Trayectoria deportiva

### Universidad
Jugó durante cuatro temporadas con los Eagles de la Universidad de Míchigan Oriental en las que promedió 10,4 puntos, 4,0 rebotes Y 2,2 asistencias por partido.

### Profesional
Tras no ser elegido en el Draft de la NBA de 1991, fichó como agente libre por los Sacramento Kings, donde únicamente disputó un partido en el que anotó 12 puntos.
Jugó posteriormente en ligas menores de su país hasta que en 1995 fichó por el Club Baloncesto Salamanca de la liga ACB para sustituir a Jim Les. Disputó siete partidos, en los que promedió 14,0 puntos y 2,0 asistencias.
Volvió a las ligas menores al año siguiente, donde permaneció hasta que antes del comienzo de la temporada 1996-97 de la NBA fichó como agente libre por los Cleveland Cavaliers. Jugó 19 partidos casi de forma testimonial, promediando 1,1 puntos. Al año siguiente fichó por los Golden State Warriors, y tras ser despedido lo hizo por los Orlando Magic, regresando a los Cavs en febrero de 1998, terminando allí la temporada promediando 2,7 puntos y 1,3 rebotes por partido.
Tras jugar una temporada en los Fort Wayne Fury de la CBA, fichó por el CSP Limoges francés, con los que ganó la liga, la copa y la Copa Korać, y posteriormente jugaría en las ligas sueca y griega, acabando su carrera de jugador en el Aurora Basket Jesi de la Legadue italiana, donde promedió 10,6 puntos y 1,5 rebotes por partido.

### Entrenador
Tras ejercer como entrenador asistente en la UMES y su alma mater, la Universidad del Este de Míchigan, en 2013 fichó como entrenador principal del Jackson College de la NJCAA.

## Estadísticas de su carrera en la NBA

### Temporada regular
| Temporada | Edad | Equipo                | Liga | Pos. | P  | TIT | MIN  | TC  | TCA  | %TC  | 3P  | 3PA | %3P  | 2P  | 2PA  | %2P  | TL  | TLA | %TL   | R.OF. | R.DEF. | REB | ASIS | ROB | TAP | PER | FP  | PTS  |
| 1991-92   | 22   | Sacramento Kings      | NBA  | SG   | 1  | 0   | 31.0 | 5.0 | 12.0 | .417 | 1.0 | 2.0 | .500 | 4.0 | 10.0 | .400 | 1.0 | 2.0 | .500  | 0.0   | 0.0    | 0.0 | 1.0  | 1.0 | 0.0 | 1.0 | 3.0 | 12.0 |
| 1996-97   | 27   | Cleveland Cavaliers   | NBA  | SG   | 19 | 0   | 4.1  | 0.5 | 1.3  | .375 | 0.1 | 0.6 | .167 | 0.4 | 0.6  | .583 | 0.1 | 0.1 | 1.000 | 0.2   | 0.5    | 0.7 | 0.4  | 0.1 | 0.1 | 0.3 | 0.4 | 1.1  |
| 1997-98   | 28   | TOTAL                 | NBA  | SG   | 43 | 0   | 9.9  | 1.3 | 3.3  | .400 | 0.5 | 1.4 | .339 | 0.8 | 1.9  | .444 | 0.4 | 0.6 | .640  | 0.2   | 0.9    | 1.1 | 0.4  | 0.5 | 0.2 | 0.4 | 0.9 | 3.4  |
| 1997-98   | 28   | Golden State Warriors | NBA  | SG   | 10 | 0   | 13.9 | 2.5 | 6.5  | .385 | 0.5 | 2.1 | .238 | 2.0 | 4.4  | .455 | 0.7 | 1.0 | .700  | 0.4   | 0.6    | 1.0 | 0.9  | 0.5 | 0.1 | 0.6 | 1.2 | 6.2  |
| 1997-98   | 28   | Orlando Magic         | NBA  | SG   | 4  | 0   | 3.8  | 1.0 | 1.3  | .800 | 0.0 | 0.0 |      | 1.0 | 1.3  | .800 | 0.3 | 0.5 | .500  | 0.0   | 0.0    | 0.0 | 0.3  | 0.0 | 0.3 | 0.0 | 0.0 | 2.3  |
| 1997-98   | 28   | Cleveland Cavaliers   | NBA  | SG   | 29 | 0   | 9.4  | 0.9 | 2.4  | .386 | 0.5 | 1.3 | .395 | 0.4 | 1.1  | .375 | 0.3 | 0.4 | .615  | 0.2   | 1.1    | 1.3 | 0.3  | 0.6 | 0.2 | 0.4 | 0.9 | 2.7  |
| Total     |      |                       | NBA  |      | 63 | 0   | 8.5  | 1.1 | 2.8  | .398 | 0.4 | 1.2 | .315 | 0.7 | 1.6  | .456 | 0.3 | 0.4 | .643  | 0.2   | 0.7    | 1.0 | 0.4  | 0.4 | 0.1 | 0.4 | 0.8 | 2.9  |

### Playoffs
| Temporada | Edad | Equipo              | Liga | Pos. | P | TIT | MIN  | TC  | TCA | %TC  | 3P  | 3PA | %3P | 2P  | 2PA | %2P  | TL  | TLA | %TL  | R.OF. | R.DEF. | REB | ASIS | ROB | TAP | PER | FP  | PTS |
| 1997-98   | 28   | Cleveland Cavaliers | NBA  | SG   | 1 | 0   | 11.0 | 0.0 | 1.0 | .000 | 0.0 | 0.0 |     | 0.0 | 1.0 | .000 | 2.0 | 3.0 | .667 | 1.0   | 0.0    | 1.0 | 0.0  | 0.0 | 0.0 | 0.0 | 2.0 | 2.0 |
| Total     |      |                     | NBA  |      | 1 | 0   | 11.0 | 0.0 | 1.0 | .000 | 0.0 | 0.0 |     | 0.0 | 1.0 | .000 | 2.0 | 3.0 | .667 | 1.0   | 0.0    | 1.0 | 0.0  | 0.0 | 0.0 | 0.0 | 2.0 | 2.0 |